# رينغ: كانزينبان
رينغ: كانزينبان (باليابانية: リング 完全版) ، هو فيلم ياباني مرعب، صدر عام 1995م، وتتحدث قصة الفيلم عن خروج فتاة شابة متوحشة من شاشة التلفزيون وهي ترغب بالانتقام لمن يشاهدها على الشاشة.

## وصلات خارجية
- رينغ: كانزينبان على موقع IMDb (الإنجليزية)
- رينغ: كانزينبان على موقع ألو سيني (الفرنسية)
- رينغ: كانزينبان على موقع فيلمافينيتي (الإسبانية)
- رينغ: كانزينبان على موقع قاعدة بيانات الفيلم (الإنجليزية)
- رينغ: كانزينبان على موقع ليتربوكسد (الإنجليزية)
- رينغ: كانزينبان على موقع كينوبويسك (الروسية)
- تعريف فيلم رينغ:كانزينبان باللغة الروسية
- رينغ: كانزينيان في موقع IMBD